# Železná Ruda
Pour les articles homonymes, voir Ruda.
Železná Ruda (en allemand : Markt Eisenstein) est une ville et une station de sports d'hiver du district de Klatovy, dans la région de Plzeň, en République tchèque. Sa population s'élevait à 1 631 habitants en 2021.

## Géographie
Železná Ruda fait partie du parc national de Šumava dans la forêt de Bohême et se trouve à la frontière allemande, à 30 km au sud de Klatovy, à 68 km au sud de Plzeň et à 136 km au sud-ouest de Prague.

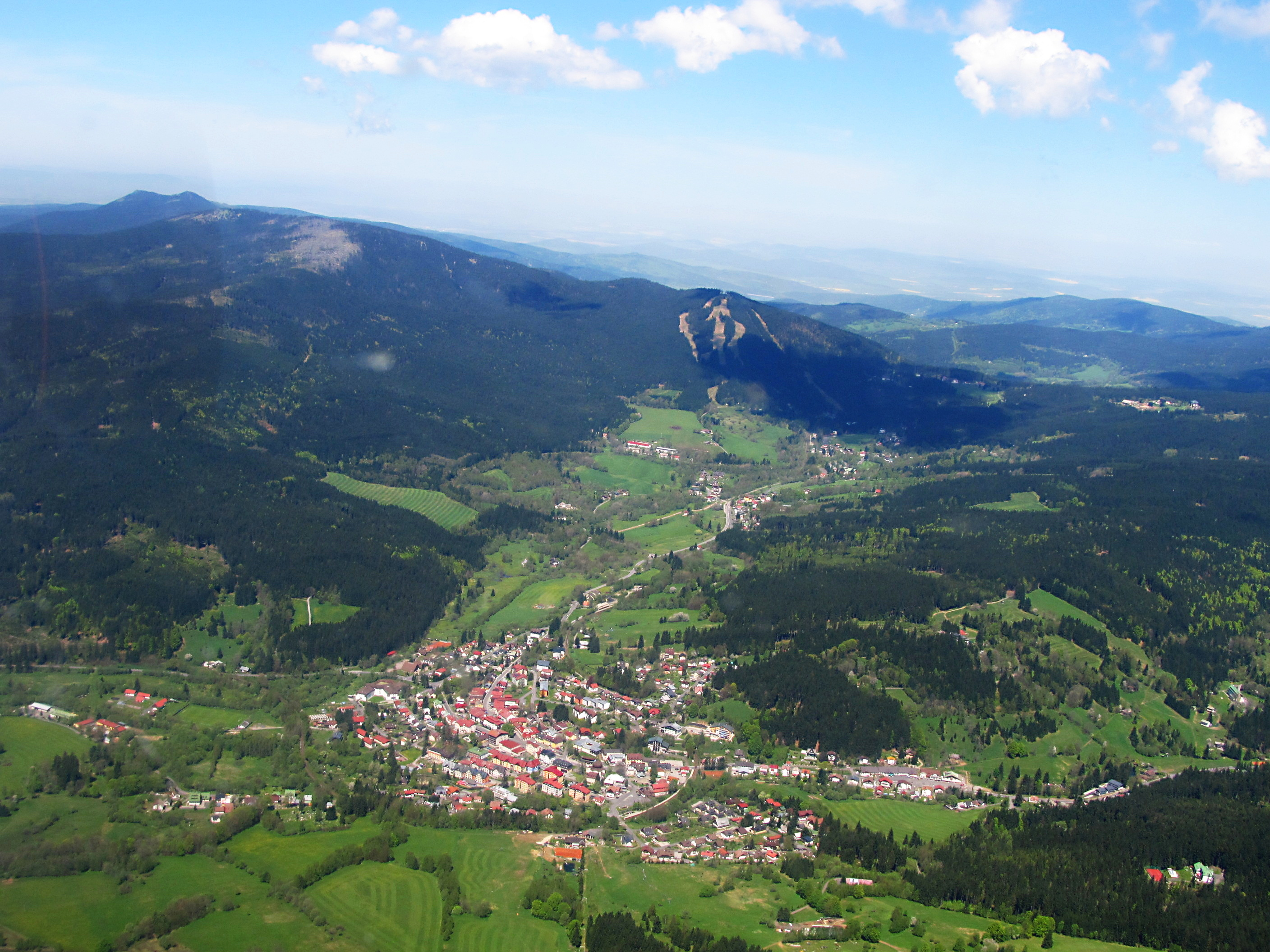
Panorama de Železná Ruda.

Železná Ruda est située à proximité immédiate de trois petites stations de ski. La plus importante d'entre elles a été développée sur les pentes du mont Špičák, qui culmine à 1 202 m d'altitude.
La commune est limitée par Hamry, Nýrsko et Dešenice au nord, par Čachrov et Prášily à l'est, et par l'Allemagne au sud et à l'ouest.

## Histoire
Sous Ottokar II de Bohême, une route commerciale a été établie au XIIIe siècle, qui allait du Danube en Basse-Bavière via Regen, Zwiesel et Strážov (Drosau) à Klatovy (Klattau) en passant par les montagnes Künisch (Královský hvozd en tchèque). Après la découverte de minerai de fer principalement sur le Špičák (Spitzberg), Železná Ruda fut fondée dans la vallée de la Řezná (Großer Regen) au début du XVIe siècle en tant que colonie de mineurs. Au début du XVIIe siècle, les gisements de minerai étaient épuisés et l'exploitation du minerai de fer cessa.
En 1624, après le début de la guerre de Trente Ans, le propriétaire du domaine de Železná Ruda / Eisenstein, Wolf Heinrich von Notthaffe, obtient l'autorisation de produire et d'exporter du verre. Eisenstein a obtenu des droits de marché. Au fil du temps, de nombreuses verreries ont vu le jour dans et autour de Železná Ruda.
À la fin du XIXe siècle, le tourisme prend de l'importance dans la localité.
Au recensement de 1930, l'endroit comptait 3 365 habitants (dont 296 de langue tchèques soit 9 %). De 1939 à 1945, la commune est rattachée à la Bavière. Après la Seconde Guerre mondiale, la population germanophone fut expulsée de Markt Eisenstein. Leurs avoirs ont été confisqués par le décret no 108 de Beneš et l'Église catholique a été expropriée.

## Galerie

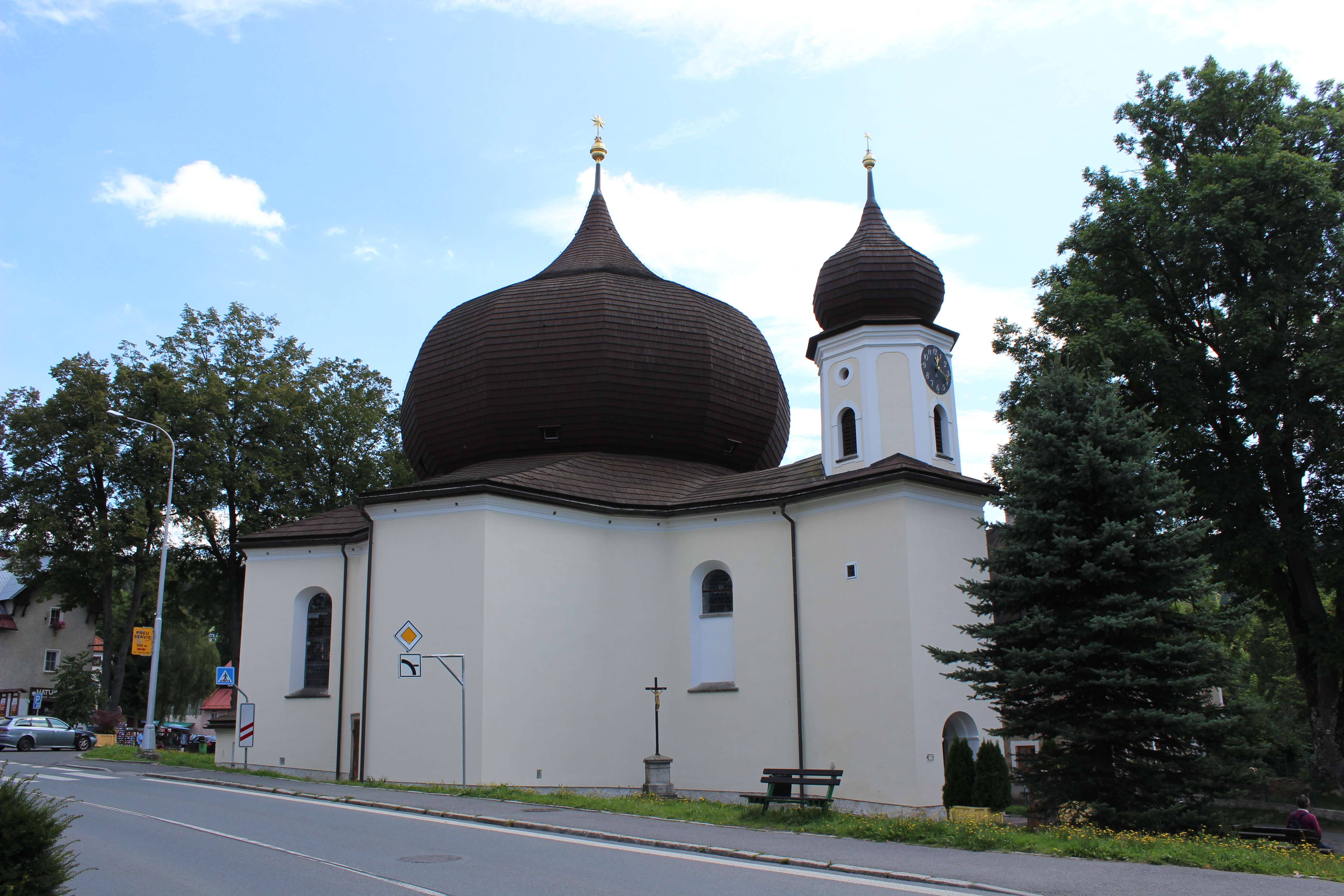
Église Sainte-Marie Auxiliatrice.
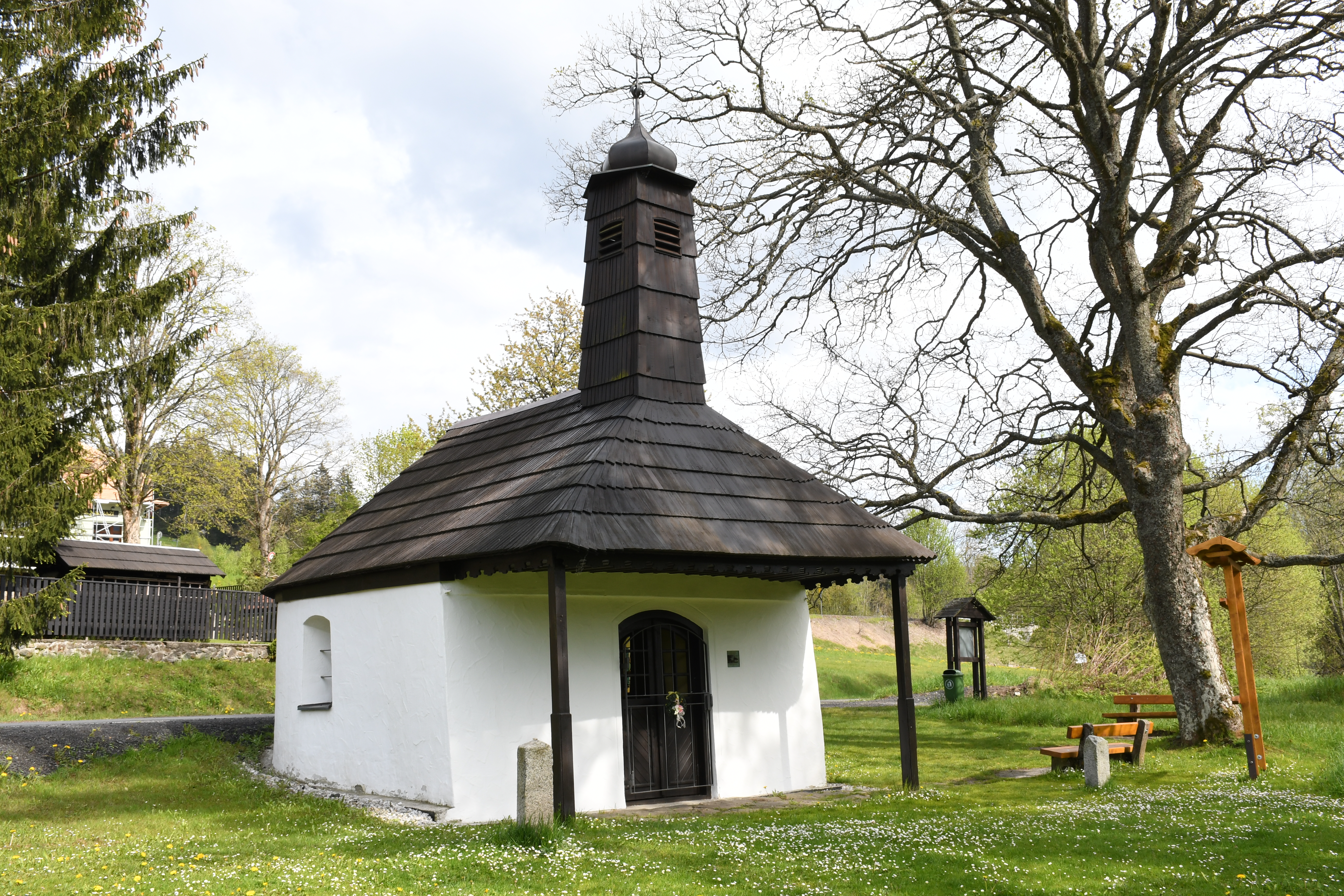
Chapelle Saint-Antoine de Padoue et Sainte-Barbara.

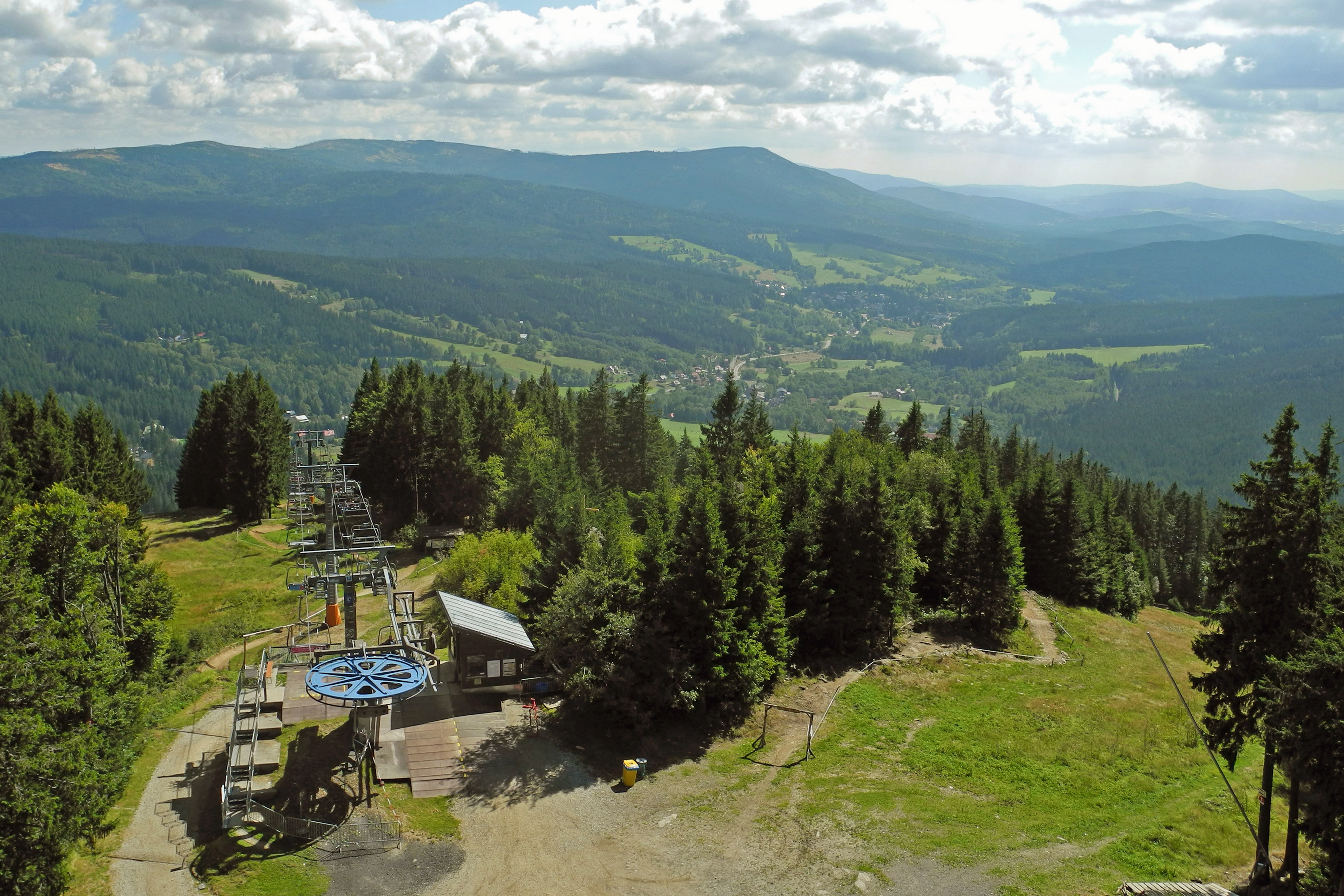
Télésiège de Špičák.
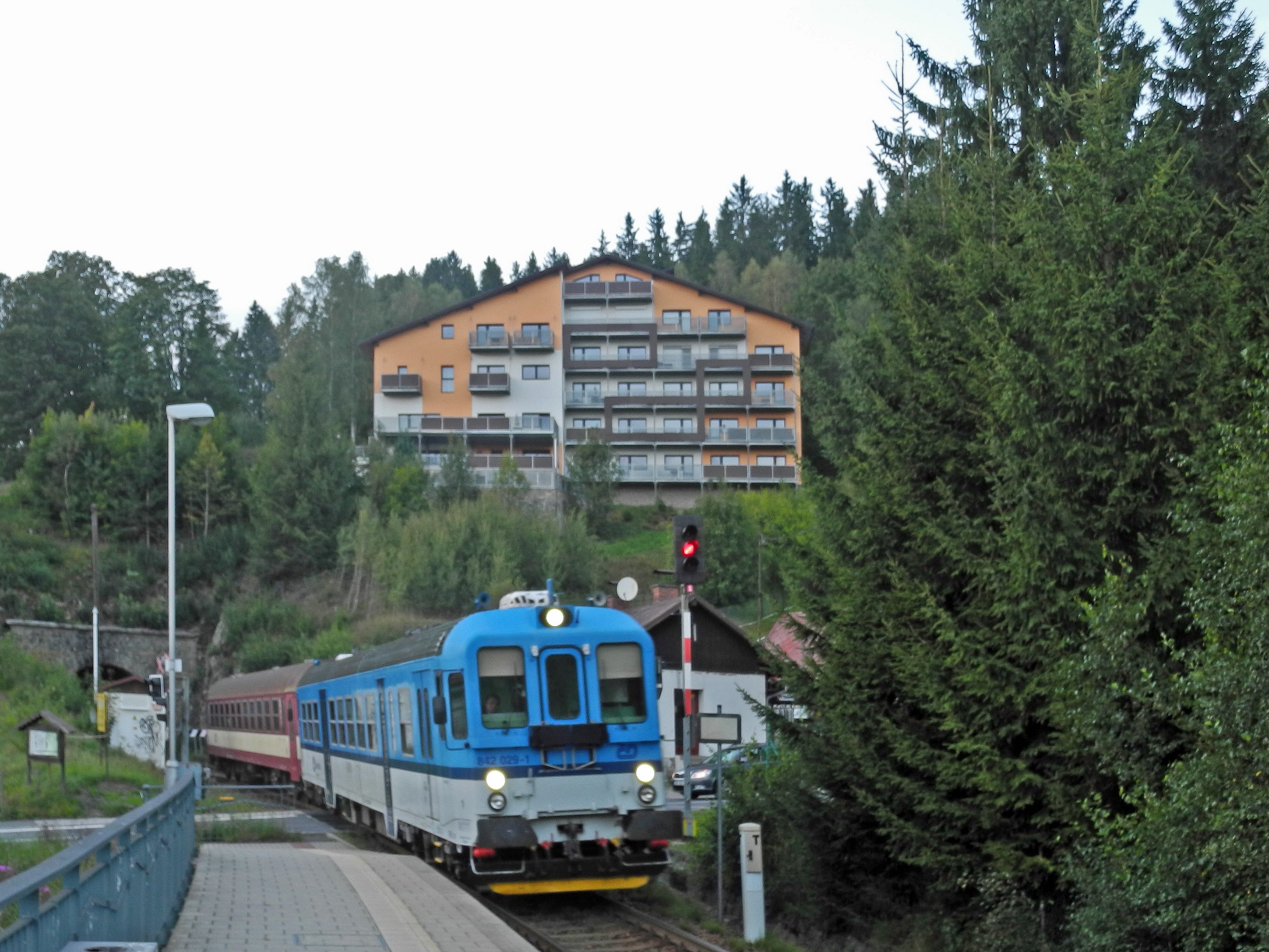
Gare ferroviaire.

## Administration
La commune se compose de six quartiers :
- Alžbětín ;
- Debrník ;
- Hojsova Stráž ;
- Pancíř ;
- Špičák ;
- Železná Ruda.

## Transports
Par la route, Železná Ruda se trouve à 38 km de Klatovy, à 81 km de Plzeň et à 162 km de Prague.